# Chloé Buttigieg
 (février 2023).
Chloé Buttigieg (née le 2 août 1997 à Sarcelles, dans le Val-d'Oise) est une judokate française évoluant dans la catégorie des moins de 78 kg.

## Carrière sportive
Évoluant dans la catégorie des moins de 78 kg, Chloé Buttigieg est médaillée de bronze des Championnats d'Europe juniors 2017 à Maribor. Elle est médaillée d'argent des Jeux méditerranéens de 2022 à Oran.
En 2023, elle termine 2e du Grand Slam de Paris, battue en finale par Audrey Tcheuméo.
Elle est 4 fois médaillée aux Championnats de France Première Division (plus haut niveau en France). 
Mais également 4 fois médaillée en IJF World Tour (qui est le meilleur niveau international en judo). 
Et actuellement, dans le top 30 mondial. 

## Carrière professionnelle
En 2021, Chloé Buttigieg  intègre la police nationale en tant que « policier adjoint »' ainsi que l'Équipe police nationale. Un moyen pour la jeune sportive de 27 ans de bénéficier de la dynamique collective de l'équipe et en se projetant sereinement dans l'avenir grâce aux perspectives de reconversion qui lui seront offertes à l'issue de sa carrière de sportive de haut niveau. 

Elle révèle en 2023, avoir porté plainte en 2019 contre son père violent contre sa mère elle et sa fratrie, ce qui aboutit à leur mise sous protection et déclenche en elle une vocation d'entrer dans la police, ce qu'elle fait en réussissant le concours de gardien de la paix.

## Palmarès
| Année | Compétition                   | Lieu    | Résultat | Catégorie      |
| ----- | ----------------------------- | ------- | -------- | -------------- |
| 2017  | Championnats d'Europe juniors | Maribor | 3e       | Moins de 78 kg |
| 2022  | Jeux méditerranéens           | Oran    | 2e       | Moins de 78 kg |

### Meilleurs résultats sportifs internationaux
| Année | Compétition                              | Lieu             | Résultat | Catégorie      |
| ----- | ---------------------------------------- | ---------------- | -------- | -------------- |
| 2017  | Championnats d’Europe Juniors individuel | Maribor 🇸🇮       | 3e       | Moins 78 kilos |
| 2017  | Championne d’Europe par Équipe Juniors   | Maribor 🇸🇮       | 1er      | Moins 78 kilos |
| 2018  | Grand Prix de Tunis                      | Tunis 🇹🇳         | 3e       | Moins 78 kilos |
| 2022  | Jeux Méditerranéens                      | Oran 🇩🇿          | 2e       | Moins 78 kilos |
| 2023  | Grand Slam de Paris                      | Paris            | 2e       | Moins de 78 kg |
| 2023  | Monde Militaire                          | Santo Domingo 🇩🇴 | 1er      | Moins 78 kg    |
| 2024  | Grand Prix de Portugal                   | Portugal 🇵🇹      | 3e       | Moins 78 kg    |
| 2024  | Grand Slam Abu Dhabi                     | Abu Dhabi 🇦🇪     | 2e       | Moins 78 kg    |

## Liens
- Ressources relatives au sport :   - Alljudo
  - Fédération internationale de judo
  - JudoInside
  - LesSports